# Alaptus eriococci
Alaptus eriococci is een vliesvleugelig insect uit de familie Mymaridae. De wetenschappelijke naam is voor het eerst geldig gepubliceerd in 1908 door Girault.